# レクイエム (ピツェッティ)
レクイエム（伊:Messa di Requiem）は、イタリアの作曲家、イルデブランド・ピツェッティが作曲したレクイエム。

## 作曲の経緯
1920年、妻マリアを亡くしたピツェッティは、以後悲しみに閉ざされ、『悲歌』に続いて、妻の死から2年後の1922年に『レクイエム』を作曲した。

## 初演
1922年11月、フィレンツェにて初演。

## 編成
12名の独唱者。（ソプラノ、アルト各2名、テノール、バス各4名）ただし、混声合唱でも演奏される。無伴奏。

## 作品の概要
全体の演奏時間は約20分。

### Requiem
Largo non Lento、ニ音を主音とするエオリア旋法→ニ音を主音とするフリギア旋法、4分の4拍子。第2バスを加えた5声部。冒頭、バスに息の長い導入の旋律が現れ、続いて、各声部が密接に絡みあいながら進んでゆく。「Kyrie」部分からは、フリギア旋法となり、第2バスをきっかけにフーガ的な展開を見せる。

### Dies irae
Sostenuto, non molto、ニ音を主音とするエオリア旋法、4分の4拍子。第2ソプラノ、第2テノールを加えた6声部。グレゴリオ聖歌の『怒りの日』の旋律の引用で開始され、これに「Oh」という歌詞の無いオブリガートがつく形で構成されている。ニ長調主和音で終結する。

### Sanctus
Chiaro e spazioso、ヘ長調、4分の3拍子。12声部。3群に分れて歌いかわす。それまでの章と異なり、個々の群はホモフォニックに書かれている。ヘ長調で高らかに歌いおさめる。

### Agnus Dei
Caimo e dolce、ヘ長調、4分の3拍子。4声部だが、半分の人数で歌うように指示されている。カノン的な書法を用いている。全曲中もっとも短い章。

### Libera me
Con fervore profondo、ニ音を主音とするエオリア旋法、4分の4拍子。第2バスを加えた5声部だが、12人全員で歌うよう指示されている。経文のような同音連打で始まり、最初の章と似たような書法で書かれている。ただし、ソプラノと他のパートとの掛け合いが多い。最後は静かにニ短調で締めくくられる。